# تراص

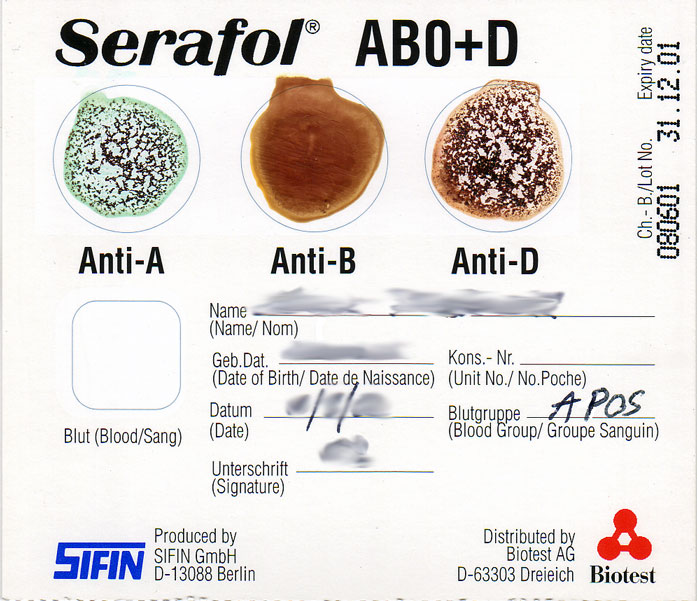

التَّراصّ أو ارتصاص (بالإنجليزية: Agglutination)‏ هو تكتل جُسَيمات حاملة لمستضِد بفعل أجسام مضادة نوعية.
التراص الدموي، شكل من أشكال التراص، هو الذي أدى إلى اكتشاف فصائل الدم.
يحدث التراص في علم الأحياء في ثلاثة أمثلة رئيسية:
1. تكتل خلايا الدم مع البكتيريا في وجود الأجسام المضادة. الأجسام المضادة تقوم بربط الخلايا والجزيئات مع بعضها لتكون تراص معقد كبير.
2. تكتل جزيئات صغيرة مع بعضها البعض في محلول. ويتم بعد ذلك ترسيب القطع الكبيرة المتكونة.
3. تفاعل تحسسي بحيث تقوم جميع الخلايا بالانضغاط والالتصاق سويةً لمنع الأجسام الغريبة من الدخول فيها. وهذا يحدث عادة بسبب وجود مستضد قريب من الخلايا.

كما يحدث التراص عندما يتم نقل الدم من فصيلة إلى فصيلة أخرى غير متوافقة.

## أنواع التراص في علم الدم

### تراص دموي
عندما يحتوي التراص على كريات دم حمراء فإنه في هذه الحالة يطلق عليه تراص دموي.

### تراص خلايا دم بيضاء
ويطلق عندما يحتوي التراص على خلايا دم بيضاء.